# Apotheke Apothekenstraße 1
Die ehemalige Apotheke Apothekenstraße 1 in der Nähe der Hauptstraße ist ein Wohn- und Geschäftshaus in der niedersächsischen Gemeinde Lilienthal im Landkreis Osterholz und stammt vom Ende des 19. Jahrhunderts. Aktuell (2025) wird sie zum Wohnen und als Praxis genutzt.
Das Gebäude steht unter Denkmalschutz (siehe auch Liste der Baudenkmale in Lilienthal).

## Geschichte und Beschreibung
Lilienthal geht auf die Gründung des Klosters Lilienthal im 13. Jahrhundert zurück. Bereits 1824 stand eine Apotheke als Vorgängerbau an der heutigen Stelle.
Das eingeschossige traufständige verklinkerte Gebäude mit ziegelgedecktem Satteldach wurde 1896 (Inschrift) als Apotheke mit darüberliegender Wohnung gebaut. Gestaltet wurde das Haus mit dem zweigeschossigen mittigen Risalit, Putzgliederungen an den Gebäudekanten sowie zur Rahmung der Fenster- und Türöffnungen.
Das Landesdenkmalamt befand u. a.: „… ehemalige Apotheke … gab der Apothekenstraße ihren Namen …“